# Panolis exquisita
Panolis exquisita là một loài bướm đêm trong họ Noctuidae.